# V Lwowski Batalion Etapowy
V Lwowski batalion etapowy – oddział wojsk wartowniczych i etapowych w okresie II Rzeczypospolitej pełniący między innymi służbę ochronną na granicy polsko-sowieckiej.

## Formowanie i zmiany organizacyjne
Formowanie batalionu rozpoczęto na przełomie 1918-1919. Otrzymał on nazwę okręgu generalnego, w którym powstał i kolejny numer porządkowy oznaczany cyfrą rzymską. Batalion powstał z I Pomorskiego batalionu etapowego. W myśl rozkazu NDWP nr 2900/IV z 30 stycznia 1920 VII batalion etapowy stacjonujący w Wiśniowcu otrzymał nazwę V Lwowski batalion etapowy. Do batalionu wcielono żołnierzy starszych wiekiem i o słabszej kondycji fizycznej. Oficerowie i podoficerowie nie mieli większego doświadczenia bojowego. Batalion nie posiadał broni ciężkiej, a broń indywidualną żołnierzy stanowiły stare karabiny różnych wzorów z niewielką ilością amunicji. 
We wrześniu 1920 batalion znajdował się w strukturze 3 Armii, stacjonował w Sawinie, liczył 4 oficerów oraz 423 podoficerów i szeregowców.
W lutym 1921 bataliony etapowe przejęły ochronę granicy polsko-rosyjskiej. Początkowo pełniły ją na linii kordonowej, a w maju zostały przesunięte bezpośrednio na linię graniczną z zadaniem zamknięcia wszystkich dróg, przejść i mostów. W 1921 bataliony etapowe ochraniające granicę przekształcono w bataliony celne.

## Służba etapowa
31 lipca 1920 batalion otrzymał zadanie wejść w skład grupy kpt. Zajchowskiego z miejscem postoju w Kamieniu Koszyrskim.
Celem zwolnienia wojsk liniowych ze służby kordonowej i szczelniejszego zamknięcia granicy państwa, w marcu 1921 Ministerstwo Spraw Wojskowych zarządziło obsadzenie Kordonu Naczelnego Dowództwa WP przez Bataliony Etapowe. V Lwbe przejął odcinek granicy od m. Karpiłówka do Stolina. Dowództwo rozmieściło się w m. Oziery. Z końcem miesiąca Dowództwo Wołyńskiej Inspekcji Etapowej sprecyzowało zadanie i nakazało batalionowi obsadzić granicę od Klesowa do Stolina. W kwietniu 1921 uległa zmianie granica kordonowa. Batalion przesunął się w kierunku wschodnim na linię Oznamicze–Bleżowo. Dowództwo batalionu miało przemieścić się do Bierezowa lub Glinnoje.

## Dowódcy batalionu
- kpt. Dionizy Bilogram[13] (był 8 VI[14] - był IX 1920[4])